# WTA Elite Trophy
WTA Elite Trophy (Елітний трофей Жіночої тенісної асоціації) — другий за значущістю після Фіналу WTA підсумковий турнір року WTA-туру, що проводиться з 2015 року. Турнір замінив інше підсумкове змагання — турнір чемпіонок. У нього відбираються 11 тенісисток, що займають у рейтингу місця з 9-го по 19 та одна запрошена тенісистка. 12 тенісисток грають коловий турнір в чотирьох групах. Переможниця кожної з груп проходить до півфіналу. Переможниці півфіналів грають у фіналі.
У парному розряді грають 8 пар, які у двох групах визначають за коловою системою фіналісток.
Перший турнір пройшов у китайському місті Чжухай. Турнір не проводився між 2020 та 2022 роками через вплив пандемії та подій навколо Пен Шуай. Однак 2023 року турнір повернувся до Чжухай.

## Фінали

### Одиночний розряд
| Місце  | Рік       | Чемпіонка                                           | Фіналістка                                          | Рахунок                                             |
| ------ | --------- | --------------------------------------------------- | --------------------------------------------------- | --------------------------------------------------- |
| Чжухай | 2015      | Вінус Вільямс                                       | Кароліна Плішкова                                   | 7–5, 7–6(8–6)                                       |
| Чжухай | 2016      | Петра Квітова                                       | Еліна Світоліна                                     | 6–4, 6–2                                            |
| Чжухай | 2017      | Юлія Гергес                                         | Коко Вандевей                                       | 7–5, 6–1                                            |
| Чжухай | 2018      | Ешлі Барті                                          | Ван Цян                                             | 6–3, 6–4                                            |
| Чжухай | 2019      | Аріна Соболенко                                     | Кікі Бертенс                                        | 6–4, 6–2                                            |
| Чжухай | 2020-2021 | Не проводився через пандемію коронавірусної хвороби | Не проводився через пандемію коронавірусної хвороби | Не проводився через пандемію коронавірусної хвороби |
| Чжухай | 2022      | Не проводився                                       | Не проводився                                       | Не проводився                                       |
| Чжухай | 2023      | Беатріс Аддад Мая                                   | Чжен Ціньвень                                       | 7–6(13–11), 7–6(7–4)                                |

### Парний розряд
| Місце  | Рік       | Чемпіонки                                           | Фіналістки                                          | Рахунок                                             |
| ------ | --------- | --------------------------------------------------- | --------------------------------------------------- | --------------------------------------------------- |
| Чжухай | 2015      | Лян Чень Ван Яфань                                  | Анабель Медіна Гаррігес Аранча Парра Сантонха       | 6–4, 6–3                                            |
| Чжухай | 2016      | Іпек Сойлу Сюй Їфань                                | Ян Чжаосюань Ю Сяоді                                | 6–4, 3–6, [10–7]                                    |
| Чжухай | 2017      | Дуань Їнїн Хань Сіньюнь                             | Лу Цзінцзін Чжан Шуай                               | 6–2, 6–1                                            |
| Чжухай | 2018      | Людмила Кіченок Надія Кіченок                       | Аояма Сюко Лідія Морозова                           | 6–4, 3–6, [10–7]                                    |
| Чжухай | 2019      | Людмила Кіченок (2) Андрея Клепач                   | Дуань Їнїн Ян Чжаосюань                             | 6–3, 6–3                                            |
| Чжухай | 2020-2021 | Не проводився через пандемію коронавірусної хвороби | Не проводився через пандемію коронавірусної хвороби | Не проводився через пандемію коронавірусної хвороби |
| Чжухай | 2022      | Не проводився                                       | Не проводився                                       | Не проводився                                       |
| Чжухай | 2023      | Беатріс Аддад Мая · Вероніка Кудерметова            | Като Мію Алділа Сутджаді                            | 6–3, 6–3                                            |